# Tree (명령어)
tree(트리)는 심도있는 파일 나열 출력문을 만들어주는 반복(recursive)적 디렉토리 나열 명령어이자 프로그램이다. PC-DOS와 MS-DOS에서 기원한 이 명령어는 디지털 리서치 FlexOS, IBM/도시바 4690 OS, PTS-DOS, 프리도스, IBM OS/2, 마이크로소프트 윈도우, ReactOS에서 볼 수 있다. 유닉스, 유닉스 계열용 버전도 사용이 가능하다.

## 예시
```
$ 
tree
 
path/to/folder/

path/to/folder/

├── a-first.html

├── b-second.html

├── subfolder

│   ├── readme.html

│   ├── code.cpp

│   └── code.h

└── z-last-file.html

1 directories, 6 files

```

## 같이 보기
- Ls (유닉스)
- 유닉스 명령어 목록
- 도스 명령어 목록